# Mount Burrell
Mount Burrell är en del av en befolkad plats i Australien. Den ligger i kommunen Tweed och delstaten New South Wales, i den sydöstra delen av landet, omkring 630 kilometer norr om delstatshuvudstaden Sydney. Antalet invånare är 290.
Runt Mount Burrell är det ganska glesbefolkat, med 36 invånare per kvadratkilometer.. Närmaste större samhälle är Nimbin, omkring 11 kilometer söder om Mount Burrell. 
I omgivningarna runt Mount Burrell växer i huvudsak städsegrön lövskog. Genomsnittlig årsnederbörd är 1 776 millimeter. Den regnigaste månaden är januari, med i genomsnitt 298 mm nederbörd, och den torraste är oktober, med 39 mm nederbörd.